# نهر فياتكا
نهر فياتكا (/ˈvjɑːtkə/; (بالروسية: Вя́тка)‏؛ (بالروسية: ˈvʲatkə)‏
; (بالتتارية: Нократ)‏; هو نهر في أوبلاست كيروف وجمهورية تتارستان في روسيا، وهو رافد من روافد نهر كاما. يبلغ طوله حوالي 1,314 كيلومتر (816 ميل)، ويغطي المستجمع المائي للنهر 129,000 كيلومتر مربع (50,000 ميل2).
يبدأ النهر في الأجزاء الشمالية من أودمورتيا. يتجمد في أوائل تشرين الثاني / نوفمبر ويبقى تحت الجليد حتى النصف الثاني من نيسان / أبريل. يعج النهر بأصناف عديدة من الأسماك منها: الوراطة والروش والتنش وسمك السلور وسمك الكراكي والفرخ الأوروبي والزاندر، إلخ.
يستخدم النهر للملاحة من بدايته إلى مدينة كيروف، وبمسافة تقدر بحوالي 700 كيلومتر (430 ميل) على طول النهر. أهم الموانئ هي كيروف، كوتلنيش، سوفتسك، فياتسكيي بولياني.